# Barau-viharmadár
A Barau-viharmadár (Pterodroma baraui) a madarak (Aves) osztályának a viharmadár-alakúak (Procellariiformes) rendjébe, ezen belül a viharmadárfélék (Procellariidae) családjába tartozó faj.
A magyar név forrással nincs megerősítve, lehet, hogy az angol név tükörfordítása (Barau's Petrel).

## Előfordulása
Ausztrália nyugati részén, Indonézia és Réunion területén honos. az év nagy részét az Indiai-óceán felett tölti.

## Megjelenése
Testhossza 38 centiméter.

## Életmódja
Halakkal táplálkozik.

## Szaporodása
Sziklapárkányokra készíti fészkét.